# Đội tuyển bóng đá quốc gia Estonia
Đội tuyển bóng đá quốc gia Estonia là đội tuyển cấp quốc gia của Estonia do Hiệp hội bóng đá Estonia quản lý. Họ thi đấu trận đấu quốc tế đầu tiên vào năm 1920. Năm 1940 Estonia sáp nhập vào Liên Xô và tuyên bố tách khỏi Liên Xô, là một quốc gia độc lập năm 1991. Sau khi tuyên bố độc lập, Estonia có trận đấu quốc tế đầu tiên gặp Litva tại Cúp Baltic ngày 15 tháng 11 năm 1991. Tuy nhiên trận đấu quốc tế đầu tiên được FIFA công nhận là trận hòa Slovenia ngày 3 tháng 6 năm 1992 1-1 tại Tallinn. Sân nhà của Estonia là sân A. Le Coq Arena ở Tallinn.

## Lịch sử hiện tại
Sau khi Estonia tuyên bố độc lập, đội tuyển quốc gia của họ là đội yếu nhất trong ba đội vùng Baltic, có những trận thua đậm như 1-7 trước Croatia tại vòng loại Euro 1996. 

## Thành tích tại các giải đấu

### Giải vô địch thế giới
- 1930 - Không tham dự
- 1934 đến 1938 - Không vượt qua vòng loại
- 1950 đến 1990 - Không tham dự, là một phần của Liên Xô
- 1994 đến 2022 - Không vượt qua vòng loại

### Giải vô địch châu Âu
- 1960 đến 1992 - Không tham dự, là một phần của Liên Xô
- 1996 đến 2024 - Không vượt qua vòng loại

### UEFA Nations League
| Thành tích tại UEFA Nations League | Thành tích tại UEFA Nations League | Thành tích tại UEFA Nations League | Thành tích tại UEFA Nations League | Thành tích tại UEFA Nations League | Thành tích tại UEFA Nations League | Thành tích tại UEFA Nations League | Thành tích tại UEFA Nations League | Thành tích tại UEFA Nations League | Thành tích tại UEFA Nations League |
| Mùa giải                           | Hạng đấu                           | Kết quả                            | Pos                                | Pld                                | W                                  | D                                  | L                                  | GF                                 | GA                                 |
| ---------------------------------- | ---------------------------------- | ---------------------------------- | ---------------------------------- | ---------------------------------- | ---------------------------------- | ---------------------------------- | ---------------------------------- | ---------------------------------- | ---------------------------------- |
| 2018–19                            | C                                  | Vòng bảng                          | 4th                                | 6                                  | 1                                  | 1                                  | 4                                  | 4                                  | 8                                  |
| 2020–21                            | C                                  | Vòng bảng                          | 4th                                | 8                                  | 0                                  | 4                                  | 4                                  | 5                                  | 11                                 |
| 2022–23                            | D                                  | Vòng bảng                          | 1st                                | 4                                  | 4                                  | 0                                  | 0                                  | 10                                 | 2                                  |
| Tổng cộng                          | Tổng cộng                          | Vòng bảng giải đấu C               | 3/3                                | 18                                 | 5                                  | 5                                  | 8                                  | 19                                 | 21                                 |

### Thế vận hội
| Năm       | Thứ hạng | Trận | Thắng | Hòa | Thua | Bàn thắng | Bàn thua |
| --------- | -------- | ---- | ----- | --- | ---- | --------- | -------- |
| 1924      | 18th     | 1    | 0     | 0   | 1    | 0         | 1        |
| Tổng cộng |          | 1    | 0     | 0   | 1    | 0         | 1        |

## Cầu thủ

### Đội hình hiện tại
Đây là đội hình tham dự cúp Baltic 2022.

Các số liệu thống kê tính đến ngày 19 tháng 11 năm 2022 sau trận gặp Litva.
| Số | VT | Cầu thủ                           | Ngày sinh (tuổi)  | Trận | Bàn | Câu lạc bộ                 |
| -- | -- | --------------------------------- | ----------------- | ---- | --- | -------------------------- |
| 1  | TM | Matvei Igonen                     | 2 tháng 10, 1996  | 14   | 0   | Podbeskidzie Bielsko-Biała |
| 12 | TM | Karl Jakob Hein                   | 13 tháng 4, 2002  | 18   | 0   | Arsenal                    |
| 22 | TM | Karl Andre Vallner                | 28 tháng 2, 1998  | 0    | 0   | FCI Levadia                |
|    |    |                                   |                   |      |     |                            |
| 2  | HV | Märten Kuusk                      | 5 tháng 4, 1996   | 22   | 0   | Újpest                     |
| 3  | HV | Andreas Vaher                     | 15 tháng 4, 2004  | 0    | 0   | SPAL                       |
| 13 | HV | Michael Lilander                  | 20 tháng 6, 1997  | 15   | 0   | Flora                      |
| 16 | HV | Markkus Seppik                    | 16 tháng 4, 2001  | 0    | 0   | Flora                      |
| 18 | HV | Karol Mets                        | 16 tháng 5, 1993  | 84   | 0   | FC Zürich                  |
| 19 | HV | Ken Kallaste                      | 31 tháng 8, 1988  | 55   | 0   | Flora                      |
| 21 | HV | Nikita Baranov                    | 19 tháng 8, 1992  | 45   | 0   | FC Pyunik                  |
| 23 | HV | Taijo Teniste                     | 31 tháng 1, 1988  | 95   | 1   | Tammeka                    |
| 24 | HV | Rasmus Peetson                    | 3 tháng 5, 1995   | 4    | 1   | FCI Levadia                |
|    |    |                                   |                   |      |     |                            |
| 4  | TV | Mattias Käit                      | 29 tháng 6, 1998  | 45   | 8   | FC Rapid                   |
| 5  | TV | Rocco Robert Shein                | 14 tháng 7, 2003  | 3    | 0   | FC Utrecht                 |
| 6  | TV | Markus Soomets                    | 2 tháng 3, 2000   | 11   | 0   | Flora                      |
| 7  | TV | Georgi Tunjov                     | 17 tháng 4, 2001  | 8    | 0   | SPAL                       |
| 14 | TV | Konstantin Vassiljev (đội trưởng) | 16 tháng 8, 1984  | 146  | 26  | Flora                      |
| 17 | TV | Martin Miller                     | 25 tháng 9, 1997  | 20   | 1   | Flora                      |
| 20 | TV | Bogdan Vaštšuk                    | 4 tháng 10, 1995  | 11   | 0   | Stal Mielec                |
|    |    |                                   |                   |      |     |                            |
| 8  | TĐ | Vlasiy Sinyavskiy                 | 27 tháng 11, 1996 | 22   | 0   | Slovácko                   |
| 9  | TĐ | Erik Sorga                        | 8 tháng 7, 1999   | 24   | 4   | IFK Göteborg               |
| 10 | TĐ | Sergei Zenjov                     | 20 tháng 4, 1989  | 102  | 16  | Flora                      |
| 11 | TĐ | Frank Liivak                      | 27 tháng 11, 1996 | 25   | 3   | Sligo Rovers               |
| 15 | TĐ | Rauno Sappinen                    | 23 tháng 1, 1996  | 49   | 10  | Piast Gliwice              |

### Triệu tập gần đây
Các cầu thủ dưới đây được triệu tập trong vòng 12 tháng.
| Vt | Cầu thủ           | Ngày sinh (tuổi)  | Số trận | Bt | Câu lạc bộ          | Lần cuối triệu tập               |
| -- | ----------------- | ----------------- | ------- | -- | ------------------- | -------------------------------- |
| TM | Marko Meerits     | 26 tháng 4, 1992  | 13      | 0  | Nõmme Kalju         | v. Albania, 13 June 2022         |
| TM | Mihkel Aksalu     | 7 tháng 11, 1984  | 46      | 0  | Paide Linnameeskond | v. Síp, 29 March 2022            |
|    |                   |                   |         |    |                     |                                  |
| HV | Artur Pikk        | 5 tháng 3, 1993   | 48      | 1  | FCI Levadia         | 2022 Baltic Cup INJ              |
| HV | Joonas Tamm       | 2 tháng 2, 1992   | 52      | 4  | FCSB                | v. San Marino, 26 September 2022 |
| HV | Henrik Pürg       | 3 tháng 6, 1996   | 11      | 0  | Flora               | v. San Marino, 26 September 2022 |
| HV | Sander Puri       | 7 tháng 5, 1988   | 92      | 4  | Tammeka             | v. Albania, 13 June 2022         |
| HV | Maksim Paskotši   | 19 tháng 1, 2003  | 16      | 0  | Tottenham Hotspur   | v. Albania, 13 June 2022         |
| HV | Marco Lukka       | 4 tháng 12, 1996  | 4       | 0  | Flora               | v. Albania, 13 June 2022         |
| HV | Ragnar Klavan     | 30 tháng 10, 1985 | 129     | 3  | Paide Linnameeskond | v. Síp, 29 March 2022            |
|    |                   |                   |         |    |                     |                                  |
| TV | Martin Vetkal     | 21 tháng 2, 2004  | 0       | 0  | Roma                | 2022 Baltic Cup PRE              |
| TV | Vladislav Kreida  | 25 tháng 9, 1999  | 21      | 0  | Flora               | v. Albania, 13 June 2022         |
| TV | Markus Poom       | 27 tháng 2, 1999  | 13      | 0  | Flora               | v. Albania, 13 June 2022         |
|    |                   |                   |         |    |                     |                                  |
| TĐ | Henrik Ojamaa     | 20 tháng 5, 1991  | 54      | 1  | Flora               | 2022 Baltic Cup INJ              |
| TĐ | Henri Anier       | 17 tháng 12, 1990 | 84      | 21 | Muangthong United   | v. San Marino, 26 September 2022 |
| TĐ | Robert Kirss      | 3 tháng 9, 1994   | 14      | 1  | FCI Levadia         | v. San Marino, 26 September 2022 |
| TĐ | Mark Anders Lepik | 10 tháng 9, 2000  | 4       | 0  | Flora               | v. Albania, 13 June 2022         |
| TĐ | Rauno Alliku      | 2 tháng 3, 1990   | 10      | 0  | Flora               | v. San Marino, 2 June 2022 INJ   |

- INJ Rút lui vì chấn thương.
- PRE Đội hình sơ bộ.
- RET Đã chia tay đội tuyển quốc gia.